# Béru
 Béru  es una comuna y población de Francia, en la región de Borgoña, departamento de Yonne, en el distrito de Avallon y cantón de Tonnerre.
Su población en el censo de 1999 era de 77 habitantes.
Está integrada en la Communauté de communes du Tonnerrois .

## Demografía
| 107 | 91 | 81 | 68 | 70 | 77 |
| Para los censos de 1962 a 1999 la población legal corresponde a la población sin duplicidades (Fuente: INSEE [Consultar]) |    |    |    |    |    |